# Jared Emerson-Johnson
Jared Nathaniel Emerson-Johnson (13 de octubre de 1981) es un compositor de música estadounidense de videojuegos, diseñador de sonido, director de voz y actor de voz. Emerson-Johnson es el supervisor de música y compositor principal en Bay Area Sound, una compañía de producción de audio especializada en diseño de sonido, música y voz en off para videojuegos.

## Discografía

### Bandas sonoras de videojuegos
- The Bard's Tale (2004)
- Bone: Out from Boneville (2005)
- America's Army: Rise of a Soldier (2005)
- Bone: The Great Cow Race (2006)
- Sam & Max Save the World (2006–2007)
- Alien Syndrome (2007)
- Sam & Max Beyond Time and Space (2007–2008)
- Strong Bad's Cool Game for Attractive People (2008)
- Wallace & Gromit's Grand Adventures (2009)
- Sam & Max: The Devil's Playhouse (2010)
- Nelson Tethers: Puzzle Agent (2010)
- Poker Night at The Inventory (2010)
- Back to the Future: The Game (2010-2011)
- Puzzle Agent 2 (2011)
- Jurassic Park: The Game (2011)
- Double Fine Happy Action Theater (2012)
- The Walking Dead (videojuego) (2012)
- Poker Night 2 (2013)
- The Wolf Among Us (2013)
- The Walking Dead: Season Two (2013)
- Tales from the Borderlands (2014)
- Juego de tronos (videojuego de 2014) (2014)
- The Walking Dead: Michonne (2016)
- Batman: The Telltale Series (2016)
- The Walking Dead: A New Frontier (2017)
- Batman: The Enemy Within (2017)
- Guardians of the Galaxy: The Telltale Series (2017)
- The Walking Dead: The Final Season (2018)